# Кундозеро
Кундозеро — пресноводное озеро на территории Кестеньгского сельского поселения Лоухского района Республики Карелии.
Является частью Кумского водохранилища.

## Общие сведения
Площадь озера — 24 км², площадь водосборного бассейна — 13400 км². Располагается на высоте 109,5 метров над уровнем моря.
Форма озера лопастная, продолговатая: оно более чем на десять километров вытянуто с юго-запада на северо-восток. Берега изрезанные, каменисто-песчаные, преимущественно возвышенные, часто скалистые.
Через озеро течёт река Ковда, впадающая в Белое море.
В залив на восточной стороне Кундозера впадает река без названия, несущая воды озёр Полуярви, Кемисьярви и Кордехлампи.
В озере расположено не менее трёх десятков безымянных островов различной площади, рассредоточенных по всей площади водоёма, однако их количество может варьироваться в зависимости от уровня воды.
Населённые пункты вблизи водоёма отсутствуют.
Код объекта в государственном водном реестре — 02020000511102000000901.